# Bras du Nord (rivière Yamachiche)
Pour les articles homonymes, voir Bras du Nord.
Le bras du Nord est un affluent de la rive nord-est de la rivière Yamachiche, coulant du côté ouest de la rivière Saint-Maurice et du côté nord du fleuve Saint-Laurent, dans la municipalité régionale de comté (MRC) de Maskinongé, dans la région administrative de la Mauricie, au Québec, au Canada.
Le cours de la Bras du Nord traverse les municipalités de Saint-Étienne-des-Grès et de Saint-Barnabé (secteur Saint-Thomas-de-Caxton). Cette rivière fait partie du bassin versant de la rivière Yamachiche laquelle serpente vers le sud jusqu’à la rive nord du fleuve Saint-Laurent.
Le cours du Bras du Nord traverse de façon discontinue des zones forestières et agricoles. La surface de la rivière est généralement gelée de la mi-décembre jusqu’à la fin mars.

## Géographie
Le bras du Nord s’avère être la continuité du ruisseau identifié Petite rivière Saint-Étienne qui débute du côté sud du village de Saint-Étienne-des-Grès. Ce ruisseau coule vers le sud-ouest, puis bifurque vers l'est pour se déverser dans le lac Diamond. Le bras du Nord prend sa source à l’embouchure du lac Diamond (longueur : 0,5 km ; altitude : 81 m), dans le territoire de Saint-Étienne-des-Grès.
L’embouchure du lac Diamond est située à 5,1 km au nord-est de la confluence de le bras du Nord, à 16,3 km au nord de la confluence de la rivière Yamachiche et à 3,8 km au sud du centre-ville de Saint-Étienne-des-Grès.
À partir de l’embouchure du Diamond, le bras du Nord coule sur 10,7 km, selon les segments suivants :
- 2,7 km vers l'est dans Saint-Étienne-des-Grès, puis vers le sud-ouest, traversant le lac Julien (longueur : 0,7 km ; altitude : 67 m), jusqu’à la route du 4e rang. Note : le lac Julien est situé du côté est d’un hameau ;
- 5,3 km vers le sud, puis le sud-ouest en coupant la route du 5e rang en fin de segment, jusqu’à la limite de Saint-Thomas-de-Caxton, correspondant à la confluence d’un ruisseau (venant du nord) ;
- 2,3 km vers le sud-ouest, jusqu’à la route du Pont-Godin ;
- 0,4 km vers le sud-ouest, en parallèle du côté sud-est à la route du Pont-Godin, jusqu’à la confluence de la rivière[1].

Le bras du Nord se déverse dans le secteur de Saint-Thomas-de-Caxton de la municipalité de Saint-Barnabé, presqu’à la limite de Yamachiche, sur la rive nord-est de la rivière Yamachiche.
La confluence de la bras du Nord est située à :
- 11,5 km au nord de la confluence de la rivière Yamachiche ;
- 1,7 km au sud-est du centre du village de Saint-Thomas-de-Caxton ;
- 8,8 km au nord du centre-ville de Yamachiche.

## Toponymie
Le toponyme bras du Nord a été officialisé le 5 décembre 1968 à la Commission de toponymie du Québec.